# ハリー・ポッター:魔法の覚醒
『ハリー・ポッター:魔法の覚醒』（ハリー・ポッター まほうのかくせい、英: Harry Potter: Magic Awakened） はポートキー・ゲームズのレーベルの下でNetEaseとワーナー・ブラザース ゲームズが共同開発・共同パブリッシングを行うCCGと戦略RPGの要素を取り入れた基本プレイ無料のスマートフォン向けMMOである。このゲームのプレイヤーはホグワーツ魔法魔術学校の生徒となり、闇の帝王が倒されて10年が経過した魔法ワールドに加わることができる。
『ハリー・ポッター: 魔法の覚醒』のプロジェクトは2017年に開始した。プロジェクトの美術部門はアートディレクターの宋鹏とアートマネージャーの麻亚光に主導され、開発には4年以上を費やした。
本作は2019年10月30月にワーナー・ブラザースとNetEaseが共同で開発を発表した。数度のβテストを経たあと、2021年9月9日には中国本土向けの簡体字版と台湾・澳門・香港向けの繁体字版がAndroidとiOSでリリースされた。リリース後の1週間、App StoreとGoogle Playのみで2270万米ドル、2ヶ月で2億2800万米ドルの収益が記録された。リリース週には中国で最高の売上を記録し、2016年以降収益とダウンロード数の両方で7日間連続トップの座を維持した初の非テンセントアプリとなった。
2022年5月のNetease Connectsでグローバルリリースが発表されたが、11月には2023年への延期が発表された。翌年のNetease Connectsでの再告知を経て、6月27日にグローバル版がリリースされた。グローバル版はリリース初週で233万米ドルの収益を記録した。Apple Magicによると、初週収益の41.6%(97万2000米ドル)は日本が占め、米国と韓国が25.5%と8.4%で後に続いた。
初週ダウンロード数375万のうち、日本でのダウンロード数は全体の15.3%程度にすぎず1ダウンロードあたりのアプリ内購入の支出額がはるかに高い傾向にあった。
『ハリー・ポッター:魔法の覚醒』はTapTapのBest Visual賞、台湾Google Playの「最佳遊戲(Best Game)」、「最受歡迎遊戲(Users' Choice Game)」、「最佳平板電腦遊戲(Best for Tablet Game)」、「最具創新力遊戲(Best Game Changer)」を受賞している。
2024年8月26日(UTC)、ワーナー・ブラザースは同社が運営するゲームサーバーを10月29日付けで閉鎖することを発表した。同日App StoreとGoogle Play Storeからゲームが削除され、全てのアプリ内購入が停止された。ワーナー・ブラザースサーバーのサービス終了以降もNetEaseが運営する中国、日本、韓国、一部アジア地域、MENA地域のサーバーの運営は継続される。

## ゲームシステム
『ハリー・ポッター：魔法の覚醒』は、ハリー・ポッターの世界を舞台にしたコレクタブルカードRPGである。プレイヤーはホグワーツ魔法魔術学校の新入生である自分のキャラクターをカスタマイズし、ダイアゴン横丁で学用品を買い、組分け帽子によって組み分けを受け、決闘クラブに入る。プレイヤーは原作シリーズでおなじみのキャラクターと出会い、呪文や魔法を学ぶこともできる。このゲームでは、新しいオリジナルストーリーやチャレンジが用意されており、プレイヤーは決闘で他のキャラクターと対決することになる。ゲームの主な焦点はカードの活用にあり、決闘で勝利を確実にするためには、カードを戦略的に使う必要がある。カードは組み合わせによって、さらに強力な効果を生むことができる

## あらすじ
闇の帝王の恐怖はもはや遠く離れたが、不穏な気配はいまだに漂っている。10年後のホグワーツでは、どんな奇妙な出来事が起こるのか。新世代の魔法使いである主人公は、かつてのハリー・ポッターのように信頼できる仲間を作り、すべての謎に隠された真実をあばくことができるのか。

## 登場人物
担当声優は日本語版での配役。
主人公
声- 田村睦心（男性） / 金元寿子（女性）
プレイヤーキャラクター。マグル生まれの魔法使い。性別、寮、容姿はプレイヤーの選択によって決まる。
自宅は典型的なイギリス郊外住宅地に位置している。

### 同級生
アイビー・ワリントン
声 - 戸田めぐみ
半純血。主人公の同寮の女子生徒。呪文の行使と決闘に長けており、杖を用いる魔法に関しては入学前からかなり多くのことを習得している。外向的な自信家。友人に信頼されることを非常に重んじており、友人のためならばルールを破り、杖を振りあげることも厭わない。
アクロマンチュラをふわふわでかわいいと評したり、まだ組分け帽子も被らないうちに城で丸一日迷子になったり、どこか不思議な面もある。また甘党の大食漢で、ボールルームではダンスよりも菓子に夢中になっている。
傲慢なカサンドラ・ヴォールを嫌っている。
マグルの父ではなく、母の姓を継承している。なお母は同居しておらず、家には魔女である母方の祖母と父が住んでいる。
じつは双子の姉がいたが、入学直前に起こした諍いの最中に誤って自分自身に消失呪文をかけてしまい、文字通り跡形もなく消失した。事故を目撃した際精神に支障をきたし、それを哀れんだ祖母によって姉に関する記憶を消されていた。
デヴォン州出身。
ダニエル・ペイジ
声 - 皆川純子
半純血。主人公の同寮の男子生徒。魔法薬の調合と決闘を好んでおり、スラグホーンに気に入られている。クールで面倒事を厭う性格。目立つことを好んでおらず、ホグワーツでは透明人間のように過ごせたらいいと考えている。人付き合いが苦手だが情には厚く、親しい人間のことは大切に思っている。
首都育ちの半純血であるためホグワーツに来るまで箒に乗ったことすらなかったが、社交ダンスは得意なほうで、ボールルームでは人気のある踊り手。また歌唱に苦手意識があるにも関わらず、歌声はかわいらしい。
不寛容と魔法省をきらっている。
父親と兄はマグルの刑務所に、魔法を使って彼らを助けようとした母親はアズカバンに入れられている。それ以来、スクイブの姉とふたりだけで暮らしてきた。そのような経緯からマグルから魔法を完全に隠匿してしまう機密保持法に疑問を抱いている。
3年生編では母の債権者、ビクター・グリドリーに脅迫され、万能鍵を盗んだ犯人を探すように命じられる。
ロンドン出身。
ロッティー・ターナー
声 - 近藤唯
主人公の同寮の女子生徒。グリフ。ベレー帽を被り、常に筆とスケッチブックをたずさえるほど絵を描くことが好き。争いを好まない温和怜悧な人物。
優れた画家かつ蝶の動物もどきだった父親は長い間行方をくらましている。
2年生編終盤ではターナーの家宝を狙っていた闇の魔法使いが彼を殺害したことが判明する。
ロビン・シスルスウェイト
声 - 羽飼まり
グリフィンドール所属の女子生徒。母が中国人、父がイギリス人の華系であり、ミドルネームは黄(Huang)。熱狂的なクィディッチマニアで、冒険心が強い。勉強はあまり得意ではない。ケビンを好いている。主人公らの所属寮に関わらず関係は良好。
ケビン・ファレル
声 - 富樫美鈴
純血。グリフィンドール所属の男子生徒。チェーン付きの眼鏡を掛けている。大人しく引っ込み思案で読書を好み、勉強熱心。少年時代のハリーやドラコに雰囲気が似ているという理由で嘆きのマートルに気に入られているが、当人は幼馴染のロビンを好いている。
父親は箒製造会社の社員、母親は有名チームのクィディッチ選手だが、ケビン自身は箒飛行を苦手としている。
カサンドラ・ヴォール
声 - 花澤香菜
半人間。スリザリン所属の女子生徒。薬草学とガーデニングを好み、城内にクレマンティーヌという名の有毒食中蔓を持ちこんで愛玩している。ナルシシスティックな傾向があり、容姿も実力も自分に勝る者は誰1人いないと考えている。決闘クラブでは同級生の中でも上位層の実力を持つ。メインストーリー上では主人公たちとは度々衝突する。
煩わしいアイビー・ワリントンを嫌っている。
曾祖母はヴィーラ。家族はみな心優しく、両親はハッフルパフ生だったが、カサンドラは周囲にそのことを隠している。
フィッシャー・フレイ、コルビー・フレイ
声 - 武田華
スリザリンに所属する双子の男子生徒。カサンドラについて回っている。幼少期から付き合いがあったわけではなく、入学直前のダイアゴン横丁で一目ぼれした。
フィッシャーが兄でコルビーが弟。どちらも悪戯を好み、学業成績はけっして芳しくないが、決闘においては決して低くない実力を見せる。
ダニエル・ペイジを嫌っている。

### 同級生の関係者
ミセス・ワリントン
アイビーの外祖母。彼女は魔女だが、義理の息子(アイビーの父親)はマグルである。伝統的な魔法族の三角帽と優雅な紫色のローブを身にまとっている。
愛情深い祖母ではあるようだが、自分以外の人間を暗に侮り、蔑む癖がある。
ウィニフレッド・ワリントン
声 - 戸田めぐみ
アイビーの双子の姉。妹と瓜二つの外見だが、こちらは目が青い。
感情が昂ると魔法が制御できなくなることがあり、これを危ぶんだ父親によってホグワーツの入学を直前に取り消された。このことが原因してウィニフレッドはアイビーと諍いを起こし、憤りのあまり妹のホグワーツ行きの荷物を消そうとして魔法を暴発させる。消失呪文によってみずから消えたのちには行方が掴めていなかった。
3年生編終盤、聖マンゴのベッドに横たわっているところを妹に発見される。
4年生編では試験をクリアして妹と同じ学年に編入し、スリザリンに組み分けされる。アイビーが「思い出した」記憶の中とは異なり、非常に大人しい性格で、なぜか妹に恐怖を抱いている。妹やその友人たちを避け、カサンドラと友誼を結ぶ。
ゾラ・ファレル
ケビンの母親。ホリヘッド・ハーピーズで活躍するプロのクィディッチ選手。ポジションはチェイサー。グリフィンドール出身。息子を愛しているが、当人からは煙たがられている。
マイロ・ファレル
ケビンの父親。ニンバス社の箒整備士/設計士。ハッフルパフ出身。競技用箒に関わる仕事ではあるものの、実は箒飛行もクィディッチもあまり好きではない。プロ選手の妻とは家事の分担で揉めることが多いが、それは負担の押し付けあいというより、彼がひどく料理下手(無自覚)なため。
アンブローズ・ターナー
ロッティーの父親。卓越した画家で、故人。家宝を狙った闇の魔法使いによって殺害され、長い間行方不明になっていた。
ホグワーツの肖像画の中に自らを守護霊の姿で描き残しており、これが彼の死後、娘を救う。
ブライ
闇の魔法使い。キツネザルの動物もどき。長年魔法の遺物(magical artifact)を追い求めていた。
あるときアンブローズから家宝のことを聞いた彼はそれを奪い取ろうとしたが、死ぬまで追い詰めても詳細な情報を得られなかったため、自分と同じく魔法の遺物に魅せられた魔法使い、ヤクブ・ゴルスキーに服従の呪文を掛け、彼の動物助手としてホグワーツに潜り込む。
ペイジ一家
ダニエルの家族。父ゴーマンはマグルで母カリーナは魔女。兄レジーと姉エズメはともにスクイブである。父と兄はなんらかの非合法な活動に手を染め、警察に逮捕された。ふたりを魔法で助けようとした母は機密保持法に抵触し、魔法界の法で裁かれた。一家の事件はかつて「血みどろペイジ」という題でマグルの新聞に報道されている。
両親の投獄以来弟の保護者になったエズメは働き詰めの日々を送っている。ふたりきりの家族になった姉弟の絆は強く、お互いがお互いをよく気にかけている。
ダニエルは母と姉のことを深く愛しているが、兄に対しては「トロールのほうが頭が器用かも知れない」と辛辣な態度を示している。
ビクター・グリドリー
違法な魔法道具の流通を行う犯罪者。ダニエルの母カリーナは彼に借金をしているが、期限はとうに過ぎている。
彼から万能鍵を盗んだN.O.T.M.E.のメンバーを見つけるために、ビクターはダニエルを脅してホグワーツ内で調査を行わせる。
半巨人のプロンクと小鬼のグリップフィックを従えている。
エリオット・エヴァース
4年上の上級生。グリフィンドール所属。禁じられた森のアクロマンチュラに襲われていたダニエルたちを救出する。
ダニエルを気にかけており、攻撃呪文や彼独特の価値観など様々なことを教えこむ。アイビーには警戒されている。

### インターコンチネンタル・ウィザード・カップ編
各校7名の選手が出場する。ここでは主要なメンバーを列記。
ヴァイオレット・Q・ウィリアムズ
イルヴァーモーニー魔法魔術学校チームのメンバー。サンダーバード寮所属。明朗で嘘を嫌う冒険好きな魔女。
傲慢なヴィゴと、そんな彼と親しくなったザックのことを憂いているが、自分も彼らには反対できない様子。
ヴィゴ・ヴィクター
同校チームメンバー。ホーンド・サーペント寮所属。聡明で野心の強い狡猾な魔法使い。
勝利のためには人を欺くことも厭わず、利よりも害を及ぼす行動に走ってしまうことがある。
ザック・ジョンソン
同校チームメンバー。ワンプス寮所属。自信家であり勝気で気分屋な魔法使い。
かつてはヴァイと親しくしていたが、ヴィゴの側にいることを選ぶようになってからは距離を置かれている。
南カリフォルニア出身でサーフィンを好んでいる。
小林健二
魔法処チームのメンバー。慎重かつ平静で善良な魔法使い。
狐へと変身してしまう血の呪いを有するせいで学校では疎まれている。
伊藤由美
同校チームのリーダー/キャプテン。頑強で自信に満ち溢れた共感的な魔女。
小林健二を擁護している。
加藤花愛
同校チームメンバー。温柔でひたむきな世話焼きの魔女。
常に薬草の世話に追われており、しばしば集中が過ぎて健忘的になる。

### その他のゲームオリジナルキャラクター
ゴッサマー
小さな騎士の肖像画。かつてその騒々しい性質を他の肖像画や生徒に忌みきらわれ、魔法で数百年もの間封じられていた。主人公によって解放されてからは、周囲をまた煩わせることのないように寮室に運びこまれる。以降は絵を自由に行き来できる肖像画としての特性を利用して、主人公たちを様々な形でサポートする。
ヤコブ・ゴルスキー
世界中を旅してきた歴史学者。主人公が2年生に進級したときホグワーツに招致され魔法史の客員教授に就任する。ロッティーを狙うブライによって服従の呪文を使われ無理やり協力させられていた。ブライが去ったあと、ターナーの家宝の中に残されていたアンブローズの肖像画をロッティーに手渡し、父娘の擬似的な再会を実現させた。
リンデリーナ・クレーン
英国魔法省の魔法不適正使用取締局の主任捜査官。主人公が3年生のとき起きたホグズミードの不審火をきっかけとして、ホグワーツに潜むNOTMEのメンバーを探しだすために派遣されてきた。非常に仕事熱心で、しばしば強権的な態度に陥ることがある。
エルスペス・マクギロニー
休暇中ドロムグールに替わる古代ルーンの臨時教授。しかし古代ルーンに関する知識は未熟で、初歩的なミスを生徒に指摘される始末。神経質で臆病。
ホグワーツに来た本当の目的は黒い湖から「勇気の冠」を見つけだして、ずっと自分を苦しめてきたトラウマを克服することにある。幼少期にマクギロニーは「水草のような何か」によって溺死しかけ(実際は溺死しかけた彼女をケルピーが助けようとしていた)、湖や水草に恐怖心を抱くようになった。ホグワーツでは入学早々に黒い湖のボートの上で水面に怯えたために生徒たちから揶揄いの対象となり、けっして心地よくない学生時代を送る。5年生にあがったころには魔法も大幅に上達し、いままで自分を侮ってきた者たちへの復讐を夢みて闇の魔術に魅了される。とりわけインペリオに心惹かれ、密かに禁じられた森で呪文を練習し、やがて同時に複数のニフラーを従えられるほどに熟達して自信をつける。しかし、卒業から数年経ったある日、マクギロニーはまた水面の悪夢を見る。習得した呪文を微塵も役立てられずにうなされた彼女は、この苦しみを終わらせるために黒い湖から勇気の冠を探し出すことに取りつかれるようになる。教師としてホグワーツに入りこんだ彼女は、複数の生徒にインペリオをかけ、水に入れない自分の代わりに冠を探させる。
クローダ・ドロムグール
声 - 太田五葵
古代ルーン学の教授。授業より自分の研究に熱心。
キィ・ルブラン
声 - 拝師みほ
魔法省のカメラマン。ルーナ・スキャマンダー教授のフィールドスタディに同行して生徒の写真を撮る役を担っている。
本来の仕事は貴重な魔法生物やその卵を盗み出すこと。フィールドスタディに参加したのもそのカモフラージュのためであったが、主人公が自分のせいで危険に巻きこまれたときには言い訳をしながらも、主人公を助けようとする、ある程度の人間性を見せた。
コンコーディア・ロウル
声 - 塙英子
マグル学の教授。魔法界がより「インクルーシブ」になることを願っている。
アイリス
クリスマスのホグワーツに三角帽子を売りに来た露天商。生徒が自分でデザインした帽子を発表しあうコンテストを開催する。
翌々年の1月にふたたびコンテストを開く。二度目の来訪中はグラドラグス魔法ファッション店に間借りしており、不在の店主の代わりとしての店番も務める。
ウィラ・ウィホルト
声 - 奥友沙絢
クィディッチ場のゴースト。生前はハッフルパフのシーカーだった。
200年ほど前にあった対レイブンクロー戦の際、あまりにもスニッチに執着しすぎたために箒の操作を見誤って地面に激突、死亡。死してなおクィディッチへの情熱と勤勉な態度は衰えず、今まで37,651回以上スニッチを追跡してきた(当然その体は透明であるため、すべての試みにおいて失敗)。
龍守仁
声 - 林瑞貴
中国のドラゴン学者。ハグリッドの友人で、彼のドラゴンの世話の手伝いするためにやってきた。
かつてはケレン・キャリオンとともに魔法生物を密猟する仕事をしていた。あるときドラゴンの卵を盗もうとして母竜に腕を焼かれ、それ以来はドラゴンにとってよりよい環境をつくることに尽くすようになった。
ケレン・キャリオン
魔法省と協力し、調査官の地位のもとドラゴン卵の強奪犯を追っている。
アビゲイル・グレイ
声 - 中井美琴
グリフィンドールの女子生徒。若き狼人間。ホグズミードの店がつぎつぎ襲われる事件が狼人間の仕業とされていることに心を痛めている。
憎悪を煽るラブルハウザーに敵愾心を燃やしている。
狼人間となったきっかけは、周期的に森へ姿を消す父のことが気になって不用意に後を追い、自我を亡失した狼に変身していた父に咬まれたことにある。
レンカ・ラブルハウザー
ホグズミードの住人。狼人間への差別心を隠そうともせず、周囲を扇動している。
かつては屋敷しもべ妖精の彫像や陶器人形を売る店を経営していた。しかしまったく繁盛せず、ついには閉業。ラブルハウザーは店の前に人形を詰めた箱を持ち出し、中身をすべて投げちらかした。そして道行く人すべてに、「店がうまくいかなかったのはあなたたちのせいだ」と叫んだ。
ジェラルド・グレイ
アビゲイルとそのきょうだいたちの父であり、ダイアナ・グレイの夫。狼人間たちの群れ(pack)を率いるリーダー。
幼少期に狼人間となり、ホグワーツの戦いの混乱に紛れて偽装死し逃げ出すまでは、フェンリール・グレイバックの群れの仲間だった。今名乗っている名前は偽の死を遂げてから得たもので、しばらくは家族とともに平穏に暮らしていたが、ある満月の夜アビゲイルを狼人間にしてしまってからは家族の元から去っていた。
アストリッド・コール
声 - 中野さいま
聖マンゴ魔法疾患障害病院の癒師(ヒーラー)。ホグワーツで発生した謎の眠り病の調査を担当している。
父親はマグルの犯罪捜査官、母親は娘同様植物を愛する魔女で、魔法省の惨事部で働いていたが、職務中の事故で早くに殉死。妻の死に動揺したアストリッドの父は家にあった魔法道具や魔法植物の類を廃棄し、アストリッドは辛くも助け出した数本の植物以外は一切魔法的なものに触れずにホグワーツの入学日を迎える。
ユベール・ソーン
ホグズミードに新しくできた植物店ビウィルダリング・ブルームスのオーナーにして著名な魔法植物学者。眠り病にかかったロングボトム教授のかわりにホグワーツで薬草学の教師の座につく。
マグルや非魔法植物を蔑む魔法族主義者。
カリオペ
ホグズミードにやってきた有名なストリートミュージシャン(ワンマンバンド)。祖母から存在を教えられた特別な人魚の歌を探している。

## 開発
2017年にNetEaseのZEN Studioは本作の開発プロジェクトを企画し、ワーナー・ブラザースの承認を受けた。ZEN Studioにとってこれは看板タイトルの『陰陽師』と関連しない初のプロジェクトだった。同年にワーナー・ブラザースはウィザーディング・ワールドの関連ゲームを専門とするポートキー・ゲームズという新規レーベルを設立した。ポートキー・ゲームズのレーベルにJ・K・ローリングは直接関係しないが、ローリングの著作はレーベルの重要な基礎となっている。
開発の最初期においてはハリーやハーマイオニー、ヴォルデモート卿など原作の登場人物をフューチャーする内容が想定されていた。しかし、プロジェクトは途中でオリジナルキャラクターを基盤としたものに方向転換し、プレイヤーキャラクターの存在が生まれた。
リードライターのロブ・デボードは「主人公たちは明らかにもう一つのトリオの模倣だが、これはハリーの物語ではなく、アイビー、ダニエル、そしてプレイヤーのストーリーであり、明らかにドラコ・マルフォイからインスパイアされているカサンドラにさえまったく違ったキャラクターアークがある」と語り、物語を原作シリーズとまったく同じように語るのではなく、「共鳴」させることを望んでいるとした。
アートマネージャーの麻亚光は魔法の世界と愛と成長の物語を描くハリー・ポッターの作品に最適なアプローチは、大規模なシーンを有するオープンワールドや次世代型のフォトリアルなものではなく、物語やテーマを深く表現できる繊細で比較的クローズドな環境であるとし、またゲーム制作においてこのようなアートスタイルを確立したことで、品質や効率に関する多くの問題にも対処することができ、できるだけ少ない画面で良いエフェクトを完璧に作ることが可能で、技術的な基準も比較的簡単に設定されたと語った。
アートディレクターの宋鹏によると、本作に登場するカードは原作に存在するプロットを中心にデザインされている。また、好奇心のあるプレイヤーのために、各カードにはインタラクティブな小さなイースターエッグがデザインされている。イースターエッグはマップ内にも点在し、プレイヤーのモチベーションを刺激するようになっている。

### 美術
すでに海外で製作されていたハリー・ポッターのゲームは映画を100%再現しようとするフォトリアル、あるいはカートゥーン的な志向を持っていた。開発チームは新しいゲームを既存のものと差別化するために、同社における『陰陽師』の成功と『荒野行動』をはじめとしたバトルロイヤルゲームの革新を元にして、「アニメゲーム」と「ウルトラリアリスティック」の2つのアートスタイルをそれぞれ検討した
プロダクションおよびIP関係者との協議を重ねるうちに、ゲームのアートスタイルに関する基本原則として「芸術化、個性化、国際化」の三つが定められた。チームはIPの原点、英国の小説およびレトロで薄暗く黄色いトーンが印象的な映画の初期2作にデザインのレファレンスを求めようとした。
そして「原作シリーズの挿絵にはどんな画風がふさわしいのか？」というコンセプトに基づいた検討を行い、最終的には「レトロな絵本スタイル(西洋の水彩絵本風、手書き風のブラッシュストローク、羊皮紙に描かれたようなラフな質感、低めに設定された彩度)」が決定した。
数日で完成した実験的なスケッチとデザインはプロダクションチームとIP関係者によって満場一致で承認された。オリジナルのデザインを可能な限り再現するために、後続のモデルの制作では当時人気があった純粋なPBRリアルレンダリング手法を棄て、従来のカートゥーンレンダリングの延長線上で手描きの線と紙の質感を強調した画期的な手法を用いた。モデルのスクリーンショットを渡されたプランナーの多くはそれが2Dのオリジナルの絵画なのか3Dモデルなのかを見分けることが困難だったという。
2018年に完成したムービーのIP関係者からの評価は高かったが、ベータテストにおけるフィードバックはゲームのアートスタイルが国際的なIPというよりインディーの印象を与えていることを示した。そのためチームはモデルを改善し、アートスタイルを壊してしまうPBRレンダリングを取り入れることは避けつつも、より磨かれた「レトロな絵本スタイル」を目指した。
チームは生き生きとしたキャラクター表現のために原作の描写を研究調査するだけでなく、ゲームと似たビジュアル表現を行う映画(チャップリンのサイレント映画等)やアニメーション(ディズニーカートゥーン等)の分析を行った。
同時に、イギリスの舞台とドラマの演出技法と映画やテレビのレンズを組み合わせることで、よりわかりやすいプロット演出を試みた。またコアメンバーは原作のトーンを感じるためにロンドンへ赴き、映画のロケ地を探訪、そして舞台『ハリー・ポッターと呪いの子』および映画音楽の交響楽演奏を鑑賞した。
世界中のプレイヤーにこのゲームが受容されるために、開発チームはキャラクターカスタマイズにおける顔の形や肌の色の多様性を配慮し、NPCのデザインを国際化した。たとえばロッティー・ターナーはアフリカンアメリカンであり、ロビン・シスルスウェイトは中国系である。また国際的な価値観に沿うことを目指すため、最初の映画では檻の中に入れられていたフクロウをゲームでは檻から解き放ち、動物愛護の目線を取り入れた。

### リリース
2020年6月、NetEaseは中国で『ハリー・ポッター：魔法の覚醒』のオープンベータ版のサインアップを開始した。2021年6月に公式トレーラーがリリースされ、ハリー・ポッターの世界のおなじみのキャラクター、生き物、シーンが紹介された。 トレーラーには、アラゴグの群れ、ギルデロイ・ロックハートの授業のピクシー妖精、禁じられた森のケンタウロスが登場した。2021年9月、中国において正式リリースが始まった。中国本土ではNetEaseがゲームをパブリッシングしているが、台湾で提供される繁体字版では代わりにEnvoy Gamesがパブリッシングを行う。
2022年2月10日、NetEaseとWarner Bros. Interactiveは南北アメリカ、ヨーロッパ、オセアニア対象の共同パブリッシングを発表した。同時にAndroidとiOS向けの事前登録が開始された。2月12日、事前告知無しの先着順英語版クローズドβテストがウクライナVPNのアンドロイドユーザー向けに開始され、2月28日に終了した。7月6日から7月30日には欧州と北米VPNのAndroidユーザー向けに2度目のクローズドβテストが行われた。このβテストには英語の他に日本語と韓国語の設定が存在した。
当初は2022年度中のリリースが予定されていたが、NetEaseは11月16日の四半期財務報告書内で2023年への延期を発表した。12月14日から12月24日には日韓のAndroidユーザー向けに抽選参加型のクローズドβテストが行われた。
2023年3月、このゲームはデンマーク、イスラエル、ポーランドを含むいくつかの国でソフトローンチされた。2023年6月27日、ゲームは正式に世界リリースされた。

## 評価
レビュー集積サイトのMetacriticによると、『ハリー・ポッター：魔法の覚醒』は「概ね好評」なレビューを受けた。また本作は2022年にTapTapのBest Visual賞、2021年に台湾Google Playの「最佳遊戲(Best Game)」、「最受歡迎遊戲(Users' Choice Game)」、「最佳平板電腦遊戲(Best for Tablet Game)」、「最具創新力遊戲(Best Game Changer)」を受賞した。

### 収益
中国でのリリースから2か月以内に、『ハリー・ポッター：魔法の覚醒』はApple App StoreとGoogle Playのみで2億2800万ドル以上の収益を生み出した。本作はハリー・ポッターのモバイルゲームで2番目に高い収益を上げ、ハリー・ポッター関連のモバイルゲームとしては最高のローンチを達成した。2022年10月時点で、『魔法の覚醒』は総額3億5800万ドルを生み出している。
本作はワールドリリース初週に合計230万ドルの収益を生み出した。そのうちNetEaseのリリースの収益が130万ドル、ワーナー・ブラザースのリリースの収益が100万ドルだった。